# Mk 41 VLS
O Mark 41 Vertical Launching System (Mk 41 VLS) é um sistema de lançamento de mísseis vertical. O sistema do MK 41 foi desenvolvido pela Aegis Combat System na década de 1960 e 70, sendo implementado em um navio pela primeira vez em 1986 no USS Bunker Hill da marinha dos Estados Unidos.

## Fotos

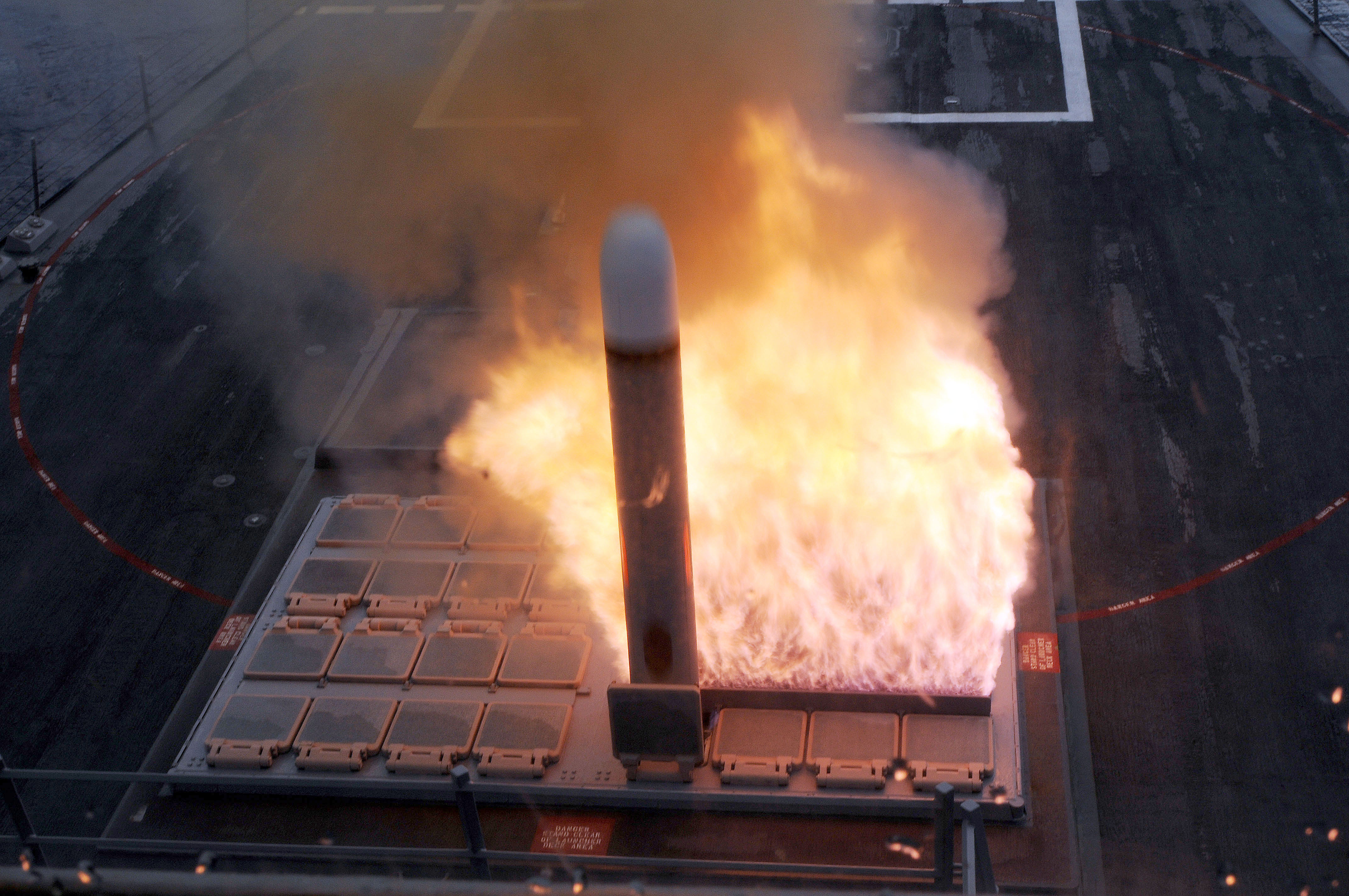
Um MK 41 disparando um míssil BGM-109 Tomahawk.
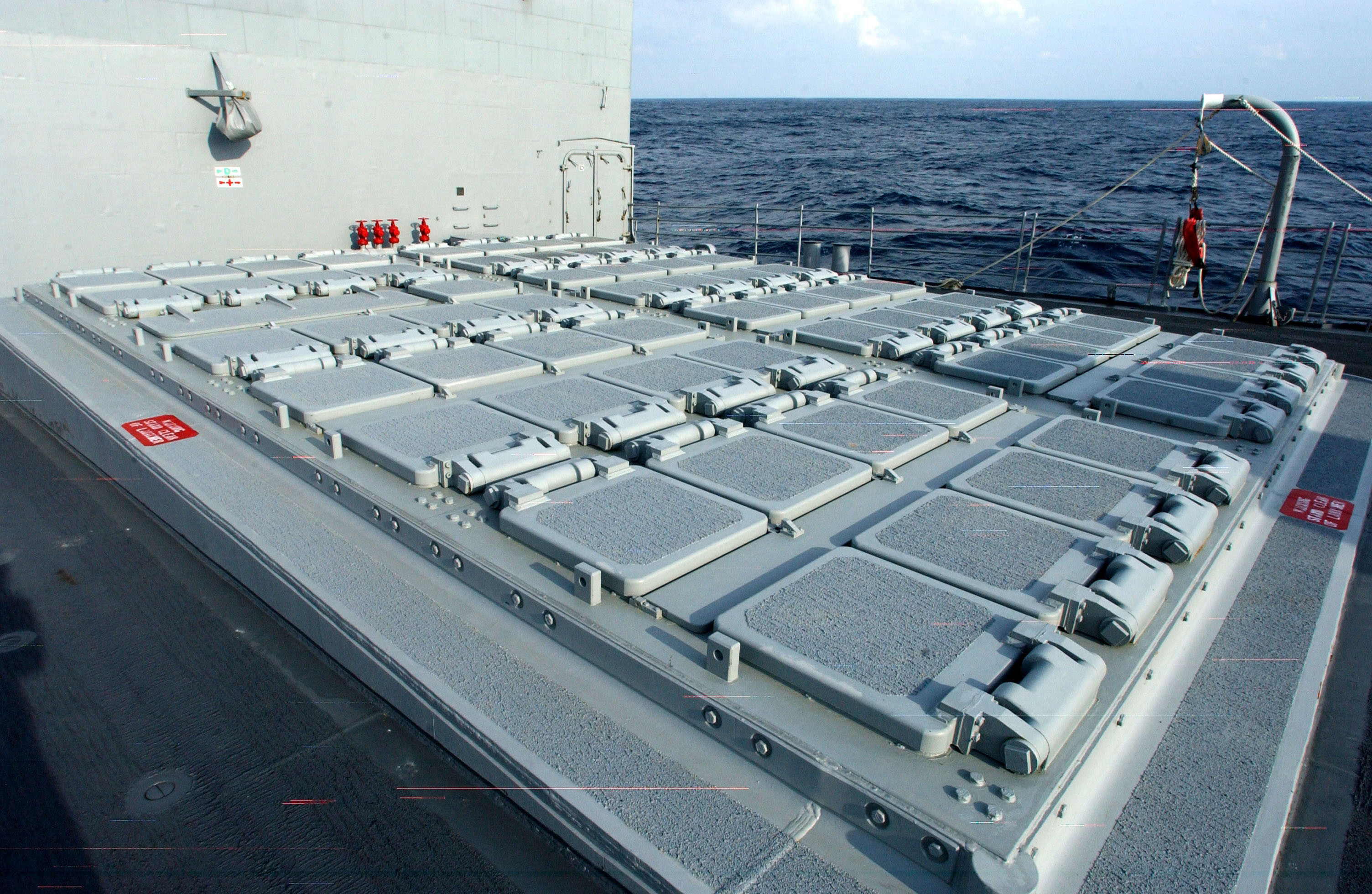
Os lançadores Mk 41 do cruzador USS San Jacinto.
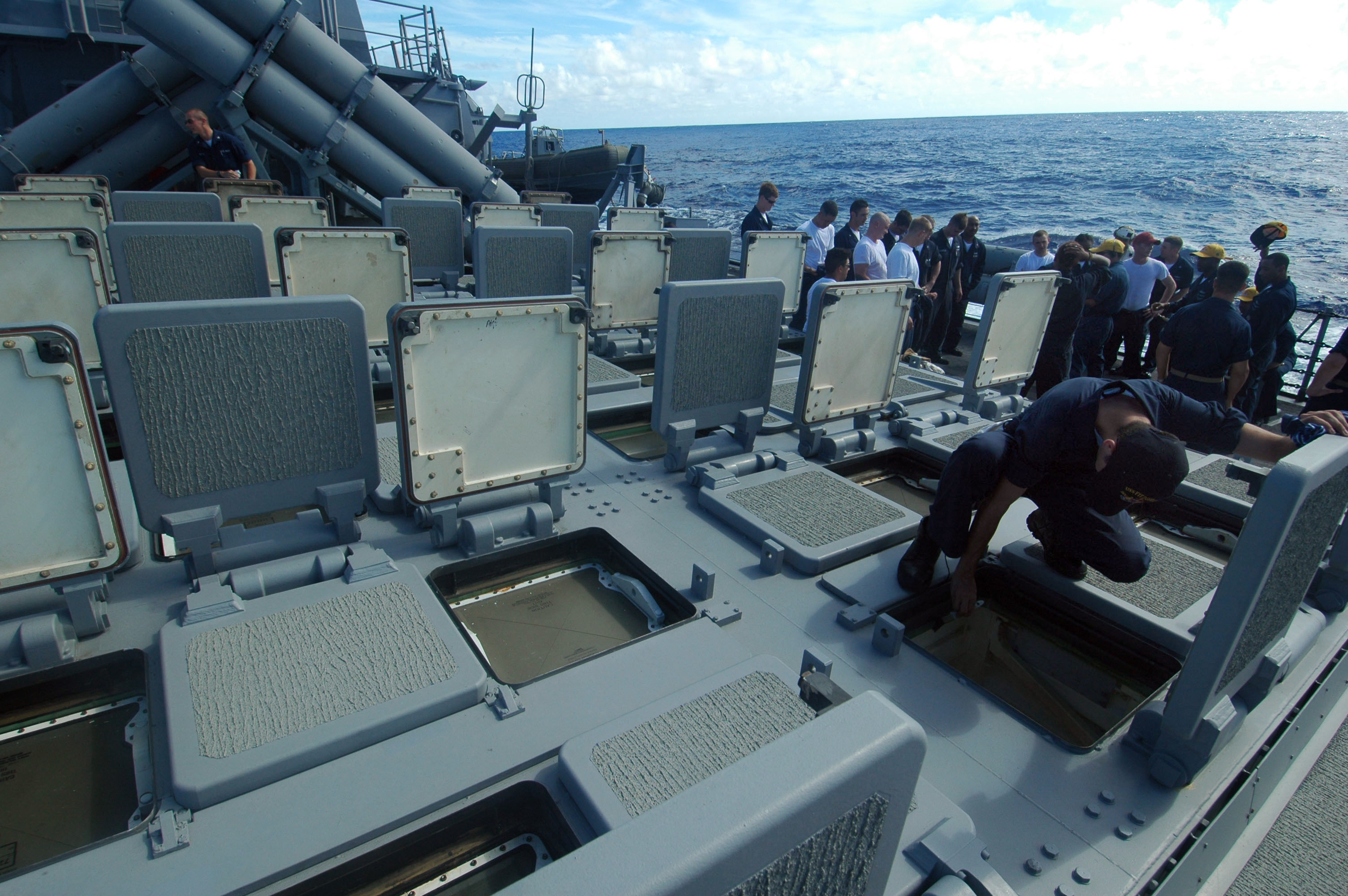
O sistema de lançamento vertical Mk. 41 VLS do USS Fitzgerald.